# Mezzo (chaîne de télévision)
Pour les articles homonymes, voir Mezzo.
Mezzo et Mezzo Live sont deux chaînes de télévision musicales françaises payantes consacrées à la musique classique, au jazz, à la danse et aux musiques du monde.
Mezzo est créée le 21 mars 1998 en remplacement de France Supervision, et fusionne le 2 avril 2002 avec Muzzik. La chaîne est consacrée à la découverte des styles musicaux et sa programmation s'articule autour de thématiques mensuelles. Sa déclinaison en haute définition, Mezzo Live HD, est lancée le 7 avril 2010. Elle diffuse uniquement des spectacles et des concerts en direct ou en différé.
Les deux chaînes sont diffusées en français et en anglais sur le satellite, le câble et la télévision IP. Elles sont disponibles dans 80 pays auprès de 60 millions d'abonnés.

## Histoire de la chaîne

### Les origines: France Supervision et Muzzik
En 1992, le groupe France Télévision lance sa première chaîne thématique nommée France Supervision. Elle émet sur le satellite Telecom 2A au format D2MAC (une combinaison d'analogique et de numérique) en 16/9 et en stéréo. Elle diffuse d'abord une sélection de programmes de France 2 et France 3, ainsi que quelques émissions en avant-première comme Taratata. Puis, elle change de programmation pour diffuser de la musique (concerts de musique classique, de jazz, de blues, de rock ou de chanson française, des music-hall, des opéras et des ballets), du sport (compétitions de tout genres, Jeux olympiques), des documentaires et magazines culturels variés ainsi que des films et des pièces de théâtre,.
Le 19 février 1996, le groupe MCM lance une nouvelle chaîne musicale dénommée Muzzik, consacrée à la musique classique, au jazz et à la musique traditionnelle. Elle émet sur le câble et Canalsatellite, d'abord en clair puis en crypté.

### 1998: Création de Mezzo
Le 21 mars 1998, France Supervision est remplacée par la chaîne Mezzo, consacrée à la musique, la danse et l'opéra. Cette nouvelle chaîne, créée sous l'impulsion de Jacques Chancel, est détenue conjointement par France Télécom (50 %), France 2 (40 %), Arte (5 %) et La Cinquième (5 %). Elle est alors diffusée sur le câble (France Télécom Câble et Lyonnaise Câble) et le satellite (bouquet TPS). La chaîne est présidée par Michèle Pappalardo, directrice générale de France 2, et dirigée par Marc Welinski, avec Jacques Chancel comme président d'honneur,,.

### 2002: Fusion de Muzzik et Mezzo
Le 16 février 2001, après un an et demi de négociations, les chaînes Mezzo et Muzzik annoncent leur fusion prochaine. Le 7 décembre, la Commission européenne autorise l'opération, considérant qu'elle ne soulève pas de problèmes de concurrence en raison de la petite taille de l'entité issue de la fusion.
Le 2 avril 2002, les chaînes Mezzo et Muzzik fusionnent, combinant leurs programmations pour diffuser de la musique classique, de l'opéra, du jazz, de la danse et des musiques du monde. Cette nouvelle chaîne, qui garde le nom de Mezzo, dispose d'un budget de 6 millions d'euros par an. Elle est détenue par Lagardère Active et le groupe Canal+ (60 % ensemble), France Télévisions (20 %) et France Télécom (20 %),. Elle est alors disponible en France sur le câble et le satellite auprès de 1,8 million de téléspectateurs. Elle peut également être reçue par 6 millions de personnes à travers 27 pays de l'Union européenne et du Maghreb[source secondaire nécessaire].
Fin 2009, Mezzo change d'habillage et de logo, et passe au format 16/9.

### 2010: Lancement de Mezzo Live HD
Le 7 avril 2010, une déclinaison en haute définition (HD) de Mezzo est lancée : Mezzo Live HD. Les deux chaînes sont complémentaires avec des programmations distinctes. Mezzo diffuse des concerts, des documentaires, des portraits de compositeurs et s'articule autour de thématiques mensuelles. Mezzo Live HD diffuse uniquement des spectacles et des concerts en différé ou en direct des salles les plus prestigieuses du monde. Les deux chaînes nouent des partenariats avec de nombreuses institutions comme le Concertgebouw d'Amsterdam, l'opéra de Lyon, la salle Pleyel et l'Opéra-Comique de Paris,.
En octobre 2011, la chaîne lance son service de vidéo à la demande,. La chaîne se développe en Europe de l'Est et notamment en Russie et en Pologne.
En septembre 2014, Mezzo se lance sur le continent asiatique en commençant sa diffusion en Mongolie, grâce à un partenariat avec un câblo-opérateur. Cependant, la programmation est spécifique à l'Asie pour mieux s'adapter au public : elle diffuse moins d'opéras et plus de concerts symphoniques et d'artistes asiatiques. En mai 2015, Mezzo Live HD commence sa diffusion au Canada sur les réseaux câblés.
En 2015, Mezzo organise son premier festival de musique classique à Paris dénommé Paris Mezzo. Du 6 au 30 juin, cinq concerts sont donnés dans quatre lieux prestigieux de la capitale : la salle Gaveau, la Philharmonie de Paris, l'abbaye de Saint-Germain-des-Prés et l'hôtel de la Monnaie. Les concerts sont retransmis en direct ou en différé sur Mezzo et Mezzo Live HD. Le festival est un succès avec 5 000 spectateurs accueillis aux concerts,,. Par ailleurs, Mezzo Live HD est lancée au Canada.

### 2019: La vente de la chaine
Le 17 juillet 2019, les groupes Les Échos-Le Parisien et Canal+ ont annoncé l'acquisition auprès des groupes Lagardère et France Télévision de la totalité de la chaine, les deux groupes détiendront chacun 50% des parts dans Mezzo.

### 2023: Mezzo fête ses 25 ans et change d'identité visuelle
Le 21 mars 2023, Mezzo fête ses 25 ans et dévoile une nouvelle identité visuelle. À cette occasion, Mezzo Live HD devient Mezzo Live. L'offre est alors disponible dans près de 100 pays (dont le Brésil, l'Inde..)[réf. nécessaire].

## Identité visuelle

### Mezzo

Logo de Mezzo du 31 mars 1998 au 2 avril 2002.
Logo de Mezzo au moment de sa fusion avec Muzzik du 2 avril 2002 au 2 octobre 2003.
Logo de Mezzo du 3 octobre 2003 jusqu'au 31 décembre 2007.
Logo de Mezzo du 1er janvier 2008 jusqu'au 30 novembre 2009.
Logo de Mezzo du 1er décembre 2009 au 21 mars 2023.
Logo de Mezzo depuis le 22 mars 2023.

### Mezzo Live

Logo de Mezzo Live HD du 7 avril 2010 au 21 mars 2023.
Logo de Mezzo Live depuis le 22 mars 2023.

### Slogans
- Du 31 mars 1998 au 2 avril 2002 : « La chaîne Musique, Opéra, Danse »
- Du 2 avril 2002 au 2 octobre 2003 : « La chaîne Classique, Jazz, Musiques du monde »
- Du 3 octobre 2003 au 30 novembre 2009 : « Classic, Jazz, TV»
- Du 1er décembre 2009 au 7 avril 2010 : « Voir l'émotion de la musique »
- Du 7 avril 2010 à 2017: « La plus belle des salles de concert »
- Depuis 2017 : « Regardez la musique »

## Organisation

### Dirigeants
Mezzo est présidée par le dirigeant du Groupe Les Échos-Le Parisien, et se voit gérée par un directeur.
Présidents-directeurs généraux
Pierre Louette (Président-directeur général du Groupe Les Échos-Le Parisien) : depuis juillet 2019
- Michèle Pappalardo (Directrice générale de France 2) : 21 mars 1998 - [23] ;
- Thierry Cammas (Directeur du groupe MCM) : 2 avril 2002[24] - juin 2004[25] ;
- Christophe Sabot (Directeur du pôle musique de Lagardère Active) : - mai 2008[26] ;
- Emmanuelle Guilbart (Directrice déléguée du pôle Télévision de Lagardère Active) : juin 2008 - août 2010[27] ;
- Antoine Villeneuve (Directeur délégué du pôle Télévision de Lagardère Active) : septembre 2010 - avril 2013[28][source secondaire nécessaire] ;
- Gérald-Brice Viret (Directeur délégué du pôle Télévision de Lagardère Active) : avril 2013[29][source secondaire nécessaire] - décembre 2015[30] ;
- Richard Lenormand (Directeur général du pôle Radio-Télévision de Lagardère Active) : janvier 2016 ;
- Caroline Cochaux (Directrice déléguée du pôle Télévision de Lagardère Active) : jusqu'à juillet 2019

Directeurs de Mezzo
Hervé Boissière (depuis mars 2020)
- Marc Welinski : 21 mars 1998 - 2000 ;
- Nicolas Auboyneau : 2 avril 2002 - [24] ;
- Philip De La Croix : 3 juillet 2007 - 2 novembre 2009[31][source secondaire nécessaire] ;
- Christophe Winckel : 2 novembre 2009[32]- 30 novembre 2018 ;
- Marc Welinski : 2 décembre 2018 - 31 décembre 2019  [33]

### Capital
Son capital de 2 287 500 € était détenu à 60 % par Lagardère Active, le pôle audiovisuel de Lagardère, et à 40 % par le groupe audiovisuel public France Télévisions.
Elles sont détenues depuis le 17 juillet 2019 conjointement par les groupes privés Les Échos-Le Parisien et Canal+.
Les espaces publicitaires de Mezzo sont commercialisés par la régie publicitaire France Télévisions Publicité, jusqu'en 2012, date à laquelle la régie et les partenariats sont repris en interne. Le développement de la chaîne à l'international est assuré par Lagardère active.

## Programmes
Mezzo se caractérise par une politique éditoriale diversifiée incluant les territoires de la musique classique, de l'opéra, du jazz et de la danse. La chaîne développe une politique de directs et se décline en trois chaînes :
- Mezzo

Chaîne de la découverte de la musique classique, du jazz, de la danse et des musiques du monde. La programmation, qui s'articule autour de thématiques mensuelles, est faite de concerts, de documentaires, de portraits de compositeurs, de master class, de formats courts et d'archives de l'INA. Elle diffuse quatre grands spectacles de musique classique par jour, et deux soirées opéras par semaine.
- Mezzo Live HD

Chaîne diffusant uniquement des spectacles et des concerts en différé ou en direct des salles les plus prestigieuses du monde : Opéra de Paris, La Scala de Milan, Metropolitan Opera de New York, Salle Pleyel de Paris, Concertgebouw d'Amsterdam, Philharmonie de Berlin, Musikverein de Vienne... Elle retransmet de nombreux évènements : Festival international d'art lyrique d'Aix-en-Provence, Festival de Salzbourg, Festival de Bayreuth, Jazz à Vienne, Jazz in Marciac, Montreux Jazz Festival...
- Mezzo Live HD Monde

Version de Mezzo Live HD diffusée en Asie, en Australie et au Canada.

## Partenariats
Mezzo développe depuis plusieurs années une politique de partenariats avec des institutions musicales internationales[source secondaire nécessaire] dont le Münchner Philharmoniker, le Wiener Staatsoper, le Bayerische Staatsoper, l'Opéra-comique, le Metropolitan Opera de New York, le théâtre de la Fenice, the Israel Philharmonic orchestra, l' orchestre du Gewandhaus, le Budapest festival orchestra, l'Orchestre symphonique de Montréal,  l'Opéra royal de Wallonie, la Scala, le Teatro real de Madrid, l'Orchestre national de Lyon, le Théâtre de la Monnaie de Bruxelles, la Philharmonie de Paris, le Cleveland Orchestra, le Royal Opera House, l'Opéra national de Paris, l'Opéra-comique, l'Orchestre Philharmonique de Berlin , le Concertgebouw d'Amsterdam, les festivals Jazz à Vienne, Jazz in Marciac, le Festival international de jazz de Montréal, le théâtre Mariinsky, le Ballet Béjart de Lausanne, le Festival de Glyndebourne, etc.[source secondaire souhaitée]

## Diffusion
Mezzo est une chaîne de télévision payante diffusée sur le satellite, le câble et la télévision IP. Les programmes sont également disponibles sur le service de télévision de rattrapage (VOD) de la chaîne. Mezzo est diffusée en français et en anglais.
La chaîne est disponible dans une soixantaine de pays, en Europe, en Asie, en Afrique et au Canada, auprès de 60 millions d'abonnés.
En France, Mezzo est diffusée par les opérateurs Alice ADSL, Amazon Prime Video, Bouygues Telecom, Canalsat, DartyBox, Free, SFR, Numericable, Orange et Molotov TV. En Belgique et au Luxembourg, elle est distribuée par BeTV, le groupe Proximus, Billi, POST Luxembourg, SFR Belux, Telenet Group et TV Vlaanderen Digitaal.
En Italie Mezzo est diffusé gratuitement sur le satellite par Tivùsat.